# Aksel Hennie
Aksel Hennie, né à Lambertseter (Oslo) le 29 octobre 1975, est un acteur, réalisateur et scénariste norvégien.

## Filmographie
Source : Allociné

### Réalisateur
- 2004 : Uno

### Scénariste
- 2004 : Uno

### Acteur
- 2000 : Fort Forever de Morten Tyldum (court-métrage) : Geir
- 2003 : Buddy de Morten Tyldum : Even
- 2004 : Uno de lui-même : David
- 2004 : Hawaii, Oslo de Erik Poppe : Trygve
- 2004 : A Cry in the Woods (Den som frykter ulven) de Erich Hörtnagl : Stefan
- 2007 : Torpedo de Trygve Allister Diesen : Sebastian
- 2008 : Through a Glass, Darkly de Jesper W. Nielsen : Ariel
- 2008 : Pause déjeuner (Lønsj) de Eva Sørhaug : Christer
- 2008 : Opération sabotage (Max Manus) de Espen Sandberg et Joachim Rønning : Max Manus
- 2010 : Un chic type (En Ganske Snill Mann) de Hans Petter Moland : Samen
- 2011 : Headhunters (Hodejegerne) de Morten Tyldum : Roger Brown
- 2011 : Age of Heroes de Adrian Vitoria : Steinar Mortensen
- 2012 : 90 minutes (90 minutter) de Eva Sørhaug : Trond
- 2013 : Pioneer (Pionér) de Erik Skjoldbjærg : Petter
- 2014 : Hercule (Hercules) de Brett Ratner : Tydée
- 2014 : 24 heures chrono  (24) de Joel Surnow et Robert Cochran : Karl Rask (saison 9, épisode 6)
- 2014 : L'Honneur des guerriers (Last Knights) de Kazuaki Kiriya : Geza Mott
- 2015 : Seul sur Mars (The Martian) de Ridley Scott : Alex Vogel
- 2016 : Nobel (Nobel – fred for enhver pris) de Per-Olav Sørensen : Erling Riiser
- 2018 : The Cloverfield Paradox de Julius Onah : Volkov
- 2018 : The Congo Murders de Marius Holst : Joshua French
- 2020 : The Doorman de Ryûhei Kitamura : Borz
- 2020 : White Wall de Mikko Pöllä : Lars
- 2021 : The Trip (I onde dager) de Tommy Wirkola : Lars
- 2022 : Sisu : de l'or et du sang (Sisu) de Jalmari Helander : Bruno Helldorf